# Equipe georgiana na Copa Davis
A equipe georgiana na Copa Davis representa a Geórgia na Copa Davis, principal competição de tênis masculina por equipes do mundo. É administrada pela Georgian Tennis Federation.